# Canthocamptus cingalensis
Canthocamptus cingalensis is een eenoogkreeftjessoort uit de familie van de Canthocamptidae. De wetenschappelijke naam van de soort is voor het eerst geldig gepubliceerd in 1886 door Brady.